# Szeptember 12.
Szeptember 12. az év 255. (szökőévben 256.) napja a Gergely-naptár szerint. Az évből még 110 nap van hátra.
Névnapok: Mária + Gujdó, Ibolya, Irma, Marion, Palóma, Szelestény, Tóbiás

## Események
- I. e. 490 – Athéni győzelem a perzsák felett a marathóni csatában.
- 1396 – Zsigmond király megkezdi Nikápoly ostromát.
- 1463 – I. Mátyás szövetséget köt Cristoforo Moro velencei dózséval a törökök ellen.
- 1609 – Henry Hudson felfedezi a róla elnevezett Hudson folyót.
- 1635 – Lengyelország és Svédország megkötik a huszonhat évre szóló stuhmsdorfi békeszerződést(wd).[1]
- 1683 – A kahlenbergi csata: Bécs városa felszabadul a törökök július 14. óta tartó ostroma alól. Sobieski János lengyel király és Lotaringiai Károly herceg vezette keresztény felmentő sereg a védőkkel együtt döntő győzelmet arat Kara Musztafa nagyvezír seregén.
- 1705 – A szécsényi országgyűlés összehívása.
- 1730 – A fellázadt janicsárok letaszítják III. Ahmedet a hatalomról és helyette fiát, I. Mahmudot kiáltják ki az Oszmán Birodalom szultánnak.
- 1846 – Elizabeth Barrett Browning megszökött a családjától és Robert Browning mellett új életet kezdett.
- 1849 – Kossuth Lajos viddini levele, ebben elítéli Görgei Artúr főparancsnokot a feltétel nélküli fegyverletétel miatt.
- 1914 – Az első marne-i csata vége. A szövetségesek megállítják a német csapatok előrenyomulását.
- 1919 – Gabriele D’Annunzio anarchista és olasz szabadcsapatok elfoglalják Fiumét és kikiáltják a Carnarói Olasz Kormányzóságot, amit 1920 végéig fennáll.
- 1920 – Paavo Nurmi finn maratoni futó harmadik aranyérmét nyeri az antwerpeni olimpián.
- 1922 – Magyarországon kihagyják a menyasszony házassági esküjéből azt a kifejezést, hogy „mindenben engedelmeskedik férjének”.
- 1924 – Magyarország és a Szovjetunió kereskedelmi egyezményt köt Berlinben.
- 1932 – Megindul a menetrendszerű villamos vasúti forgalom a Budapest–Hegyeshalom vasútvonalon.
- 1934 – Észtország, Lettország és Litvánia megalakítja a balti antantot.[2]
- 1937 – Budapesten átadták a forgalomnak a hetedik - Horthy Miklósról elnevezett - Duna-hidat (ma Petőfi híd).
- 1940 – Felfedezik Franciaországban a lascaux-i festményeket. A barlangfestmények 17 000 évesek, a paleolitikumból valók.
- 1940 – Horthy Miklós Kárpátalja kormányzói biztosává nevezte ki Kozma Miklóst.
- 1943 – A II. világháború során német ejtőernyősök kiszabadítják az olasz kormány által fogva tartott Benito Mussolinit.
- 1953
  - Sztálin halála után Nyikita Szergejevics Hruscsovot választják meg az SZKP első titkárává.
  - John Fitzgerald Kennedy és Jacqueline Bouvier házasságot kötnek a Rhode Island állambeli Newportban.
- 1957 – Ünnepi díszelőadással megnyílik Budapesten a helyreállított Corvin Filmszínház, az ország első állandó szélesvásznú mozija.
- 1962 – John Fitzgerald Kennedy kijelenti, hogy az USA öt éven belül embert küld a Holdra.
- 1974
  - A Minisztertanács határoz az MRT szétválasztásáról, az önálló Magyar Rádió és Magyar Televízió létrehozásáról. Állami Rádió és Televízió Bizottságot is felállítanak.
  - Hailé Szelasszié etióp császárt megfosztják hatalmától.
- 1980 – Katonai puccs Törökországban.
- 1983 – A szovjet delegáció megvétózza a vizsgálatot a dél-koreai repülőgép lezuhanásával kapcsolatban a BT-n belül.
- 1988 – Budapesten mintegy húszezren vesznek részt a bős–nagymarosi vízlépcső megépítése elleni tüntetésen. A Parlamentben Grósz Károlynak és Straub F. Brunónak címzett petíciót adnak át, hangsúlyozva: a vita demokratikus rendezése egy megújuló politikai konszenzus alapja lehet.
- 1990 – Az USA, az Egyesült Királyság, Franciaország, a Szovjetunió valamint Kelet- és Nyugat-Németország vezetői aláírják azt az egyezményt, mely szerint a két Németország egybeolvadhat.
- 1992 – Az Endeavour űrrepülőgép fedélzetén, az STS–47 küldetés keretében utazik először az űrbe egy házaspár, Davis és Lee.
- 1994 – Bemutatkozik a Netscape webböngésző.
- 1997
  - Népszavazást tartanak Skóciában, ahol a skótok igent mondanak az edinburgh-i skót parlament újbóli felállítására.
  - Az amerikai Mars Global Surveyor Mars körüli pályára áll.
- 2007
  - Benyújtja lemondását Mihail Fradkov orosz miniszterelnök, amit Vlagyimir Putyin államfő elfogad.
  - Daniel Ciobotea – Moldva és Bukovina metropolitája – személyében megválasztják az új román ortodox pátriárkát.
- 2018 Megjelent Palya Bea új, Hazatalálok című lemeze.

- 2021 Ferenc pápa Budapesten a Hősök terén tartott ünnepi záró szentmiséjével fejeződött be a szeptember 5-én kezdődött 52. Nemzetközi Eucharisztikus Kongresszus.

## Sportesemények
Formula–1
- 1965 –  olasz nagydíj, Monza - Győztes:  Jackie Stewart  (BRM)
- 1976 –  olasz nagydíj, Monza - Győztes: Ronnie Peterson  (March Ford Cosworth)
- 1982 –  olasz nagydíj, Monza - Győztes: René Arnoux  (Renault)
- 1993 –  olasz nagydíj, Monza - Győztes:  Damon Hill  (Williams Renault)
- 1999 –  olasz nagydíj, Monza - Győztes: Heinz-Harald Frentzen  (Jordan Mugen Honda)
- 2004 –  olasz nagydíj, Monza - Győztes:  Rubens Barrichello  (Ferrari)
- 2010 –  olasz nagydíj, Monza - Győztes: Fernando Alonso  (Ferrari)

## Születések
- 1492 – II. Lorenzo de’ Medici, Urbino hercege és Firenze ura († 1519)
- 1494 – I. Ferenc francia király, egy ideig Milánó hercege († 1547)
- 1818 – Richard Jordan Gatling amerikai feltaláló, a Gatling-géppuska feltalálója, amely a hadászatban az első sikeres géppuska († 1903)
- 1832 – Tisza Lajos politikus, miniszter († 1898)
- 1837 – IV. Lajos hesseni nagyherceg († 1892)
- 1841 – Savanyú Jóska bakonyi betyár († 1907)
- 1849 – Alexander von Krobatin császári és királyi vezérezredes, az Osztrák–Magyar Monarchia hadügyminisztere († 1933)
- 1856 – Gracza György újságíró, író, történetíró († 1908)
- 1880 – Nagy Antal magyar műbútorasztalos, cégvezető, felsőházi tag († 1958)
- 1882 – Ónody József magyar versenyúszó († 1957)
- 1888 – Tersánszky Józsi Jenő Kossuth-díjas magyar író († 1969)
- 1888 – Maurice Chevalier francia színész, énekes, dalszerző († 1972)
- 1896 – Elsa Triolet (születési nevén Ella Jurjevna Kagan) orosz születésű francia írónő, Louis Aragon író felesége († 1970)
- 1896 – Faragó László magyar ügyvéd, újságíró, lapszerkesztő († 1967)
- 1897 – Deák Ferenc magyar színész, színházigazgató († 1981)
- 1897 – Irène Joliot-Curie Nobel-díjas francia magfizikus, fiziko-kémikus, Marie Curie fizikus leánya († 1956)
- 1900 – Haskell Brooks Curry amerikai matematikus, a kombinatorikus logika kutatója († 1982)
- 1910 – Leslie Brooke brit autóversenyző († 1967)
- 1912 – Billy DeVore (Louis Devore) amerikai autóversenyző († 1985)
- 1913 – Jesse Owens afro-amerikai atléta, olimpiai futóbajnok, polgárjogi vezető († 1980)
- 1916 – Tony Bettenhausen (Melvin Eugene Bettenhausen) amerikai autóversenyző († 1961)
- 1917 – Kolbenheyer Tibor geofizikus, asztrofizikus, az MTA tagja († 1993)
- 1921 – Stanisław Lem lengyel író, a „Solaris” szerzője († 2006)
- 1924 – Karádi Gábor amerikai magyar vízépítő mérnök, az MTA tagja († 2018)
- 1925 – Patassy Tibor kétszeres Jászai Mari-díjas magyar színész, érdemes művész († 2011)
- 1926 – Demeter Hedvig Jászai Mari-díjas magyar színésznő, érdemes művész († 1981)
- 1931
  - Ian Holm angol színész († 2020)
  - Silvia Pinal mexikói színésznő († 2024)
- 1932 – Kocsis Sándor magyar operatőr († 2005)
- 1940 – Linda Gray amerikai színésznő (Dallas)
- 1941 – Katona József magyar úszó († 2016)
- 1944 – Barry White amerikai soul énekes († 2003)
- 1944 – Eddie Keizan (Edward Keizan) dél-afrikai autóversenyző († 2016)
- 1948 – Jean-Louis Schlesser (Jean Louis Paul Schlesser) francia autóversenyző
- 1949 – Irina Rodnyina olimpiai bajnok műkorcsolyázó
- 1950 – Felkai Miklós magyar rockzenész, gitáros, zeneszerző, szövegíró, énekes († 2024)
- 1951 – Bertie Ahern ír politikus
- 1951 – Joe Pantoliano amerikai színész
- 1952 – Hudecz Ferenc kémikus, egyetemi tanár, az MTA tagja
- 1953 – Ács Enikő magyar énekesnő, dalszerző
- 1954 – Lamanda László magyar színész
- 1958 – Balogh Erika Jászai Mari-díjas magyar színésznő
- 1961 – Mylène Farmer francia-kanadai dalszerző, énekes
- 1962 – Szabó Sipos Barnabás Jászai Mari-díjas magyar színész, érdemes művész
- 1966 – Anouseh Anszari Amerikai Egyesült Államokban élő gazdag iráni üzletasszony, az első női űrturista
- 1973 – Paul Walker amerikai színész († 2013)
- 1974 – Horkay Péter magyar színész
- 1974 – Parti Nóra magyar színésznő
- 1975 – Kovács Imre magyar festőművész
- 1976 – Bérczesi Róbert magyar dalszerző
- 1977 – Julija Pahalina orosz műugró
- 1979 – Nagy Lóránt magyar színész
- 1979 – Ónodi Gábor magyar színész
- 1981 – Jennifer Hudson amerikai énekesnő, színésznő
- 1983 – Popovics Krisztina kárpátaljai magyar koreográfus és néptáncművész
- 1984 – John Hamer angol műkorcsolyázó
- 1985 – Javier Illana spanyol műugró
- 1985 – Sascha Klein német műugró
- 1986 – Emmy Rossum amerikai színésznő, énekesnő
- 1992 – Alessandro Mahmoud egyiptomi-szárd származású olasz énekes
- 1996 – Colin Ford amerikai színész
- 1997 – Sydney Sweeney amerikai színésznő

## Halálozások
- 1185 – I. Andronikosz bizánci császár (* 1122)
- 1487 – Szapolyai Imre nádor horvát–szlavón bán, a Szapolyai-család első jelentős tagja (* ?)
- 1661 – Christoph Bach német zeneszerző (* 1613)
- 1733 – François Couperin francia zeneszerző (* 1668)
- 1819 – Gebhard Leberecht von Blücher porosz tábornagy (* 1742)
- 1860 – William Walker amerikai kalandor (* 1824)
- 1877 – Marschalkó János magyar szobrászművész (* 1818)
- 1905 – Kunc Adolf premontrei tanár, igazgató, Szombathely történetírója (* 1841)
- 1937 – Pilch Jenő katonatiszt, hadtörténész, katonai szakíró, az MTA tagja (* 1872)
- 1964 – Fitz József könyvtáros, nyomdászat-történész (* 1888)
- 1965 – Szedő Lajos magyar színész, színházigazgató (* 1920)
- 1977 – Steve Biko (Stephen Bantu Biko) dél-afrikai emberjogi aktivista, az apartheid elleni küzdelem harcosa (* 1946)
- 1977 – Robert Lowell amerikai költő (* 1917)
- 1984 – Jánoky Sándor Jászai Mari-díjas magyar színész, érdemes művész (* 1911)
- 1986 – Jacques Henri Lartigue francia festőművész, amatőr fotográfus (* 1894)
- 1992 – Anthony Perkins amerikai színész („Psycho”) (* 1932)
- 1993 – Raymond Burr Emmy-díjas kanadai színész (* 1917)
- 1995 – Jeremy Brett (er. Peter Jeremy William Huggins) brit színész ("Sherlock Holmes") (* 1933)
- 2003 – Johnny Cash amerikai country-énekes, dalszerző, színész (* 1932)
- 2011 – Alekszandr Szaidgerejevics Galimov orosz jégkorongozó (* 1985)
- 2014 – Sztankay István Kossuth-díjas magyar színművész, a nemzet színésze (* 1936)
- 2016 – Csoóri Sándor kétszeres Kossuth-díjas magyar költő, esszéíró, prózaíró, politikus, a nemzet művésze (* 1930)
- 2019 – Marton László Kossuth-díjas magyar rendező, színigazgató (* 1943)

## Nemzeti ünnepek, emléknapok, világnapok
- Szűz Mária Szent Nevének, vagyis Mária neve napjának ünnepe, latinul: Festum nominis Beatae Mariae Virginis, XI. Ince pápa a kahlenbergi győzelem emlékezetére egyetemes ünnepé tette, számos búcsújáróhely búcsúnapja.[3][4]